# Verweringsreactie van kaliveldspaat
De verweringsreactie van kaliveldspaat is een voorbeeld van een incongruente oplossingsreactie en gaat als volgt:
- 2 KAlSi3O8 (kaliveldspaat) + 9 H2O + 2 H+(aq) ⇐⇒ Al2Si2O5(OH)4(s) (kaolien) + 2 K+(aq) + 4 H4SiO4(aq) (kiezelzuur)

en vervolgens:
- Al2Si2O5(OH)4(s) (kaolien) + 5 H2O ⇐⇒ 2 Al(OH)3(s) (gibbsiet) + 2 H4SiO4(aq) (kiezelzuur)

Bij een hoge zuurgraad (dus een lage pH), lost gibbsiet op en zorgt voor vrije Al3+ ionen:
- Al(OH)3(s) (gibbsiet) + 3 H+(aq) ⇐⇒ Al3+(aq) + 3 H2O

Deze reactie vindt plaats als het tectosilicaat kaliveldspaat chemische verwering ondergaat. Onder invloed van grondwater worden de vrij gemakkelijk verweerbare mineralen omgezet in meer stabielere vormen, in dit geval gibbsiet.